# Holomitrium nodosum
Holomitrium nodosum là một loài rêu trong họ Dicranaceae. Loài này được Sakurai mô tả khoa học đầu tiên năm 1940.